# Imre Nagy
Imre Nagy (en húngaro Nagy Imre; 7 de junio de 1896-16 de junio de 1958) fue un político húngaro, que ejerció el cargo de primer ministro durante el periodo comunista.

## Primeros años
Nació en el seno de una familia campesina pobre. Militó en el Partido Social-Demócrata de Hungría para adherirse más adelante a la ideología marxista, participando en 1919 en el gobierno de Béla Kun.
En 1944 tras la derrota de los nazis, después de quince años de exilio en la Unión Soviética, donde estudió agricultura en el Instituto de Moscú y donde también fue miembro activo del Instituto de Ciencia Agrícola, regresó a su país para formar parte del nuevo gobierno popular en Hungría.

## Ministro en la Hungría comunista
En su etapa como miembro del gobierno húngaro, ocupó diversos cargos, como ministro de Agricultura (1944-1945), ministro del Interior (1945-1946) y presidente de la Asamblea Nacional (1947) hasta que en 1949, a causa de las duras críticas al partido por su política agraria, fue expulsado del Politburó. En 1951, tras una renuncia pública de sus críticas, fue admitido nuevamente hasta llegar a ser nombrado primer ministro a la muerte de Stalin.

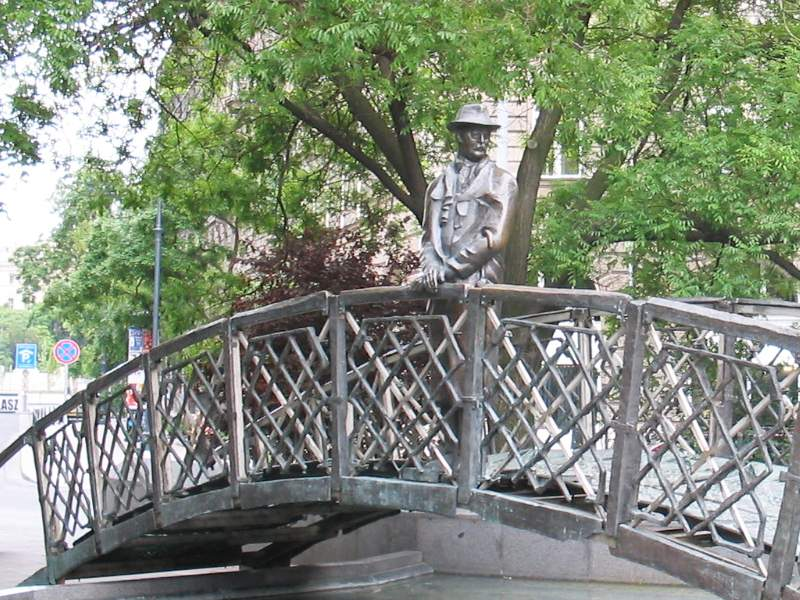
Estatua de Imre Nagy en Budapest.

Imre Nagy, que gozaba de la simpatía de Gueorgui Malenkov, comenzó a llevar adelante un proceso de relajación política y económica, que alcanzaba extremos peligrosos para el propio sistema. En 1956 y tras la caída de Malenkov, el nuevo gobierno soviético no vio con buenos ojos las reformas húngaras, que podían desembocar en una inestabilidad política total, y se produjeron una serie de revueltas por todo el país, también alimentadas por los acontecimientos de desestalinización en la misma Unión Soviética. La crisis adquirió asimismo un ángulo político, y llegó a un punto insostenible para Nagy, cuando János Kádár renunció debido a la situación prevaleciente, y el 1.º de noviembre forma el Partido Socialista Obrero Húngaro, para cuatro días después nombrar un gobierno "Revolucionario, Obrero y Campesino" provisional, al tiempo que las tropas del Ejército Rojo entraban en Budapest.

## Juicio secreto y ejecución
Nagy se refugió ese mismo día en la embajada de Yugoslavia donde le habían ofrecido protección. Días después salió de la embajada y fue deportado a Rumania el 23 de noviembre. Tras casi dos años de detención, donde sufrió continuas torturas, y tras procesarlo en un juicio secreto, fue condenado a muerte y ejecutado el 16 de junio de 1958, a los sesenta y dos años de edad. Su cadáver estuvo oculto durante treinta y dos años hasta que, en pleno proceso de la Revolución de Terciopelo, fue entregado a sus familiares y enterrado en el cementerio de Budapest.